# Mako, Rumi et Chii
Mako, Rumi et Chii (マコとルミとチイ, Mako to Rumi to Chii) est un josei manga d'Osamu Tezuka, prépublié par l'éditeur Shufunotomo entre 1979 et 1981. La version française est éditée en un volume par Black Box en septembre 2013.

## Synopsis
Le manga relate l'expérience de Tezuka en tant que père de famille, qui débute avec la naissance de son fils Makoto Tezuka.

## Personnages
Mako (Makoto Tezuka)

## Publication
Le manga est réédité par Kōdansha au format bunko dans la collection des Œuvres complètes de Tezuka le 12 juillet 1983. La version française est éditée par Black Box le 14 octobre 2015  (ISBN 9791092297379).